# Dehio-Handbuch

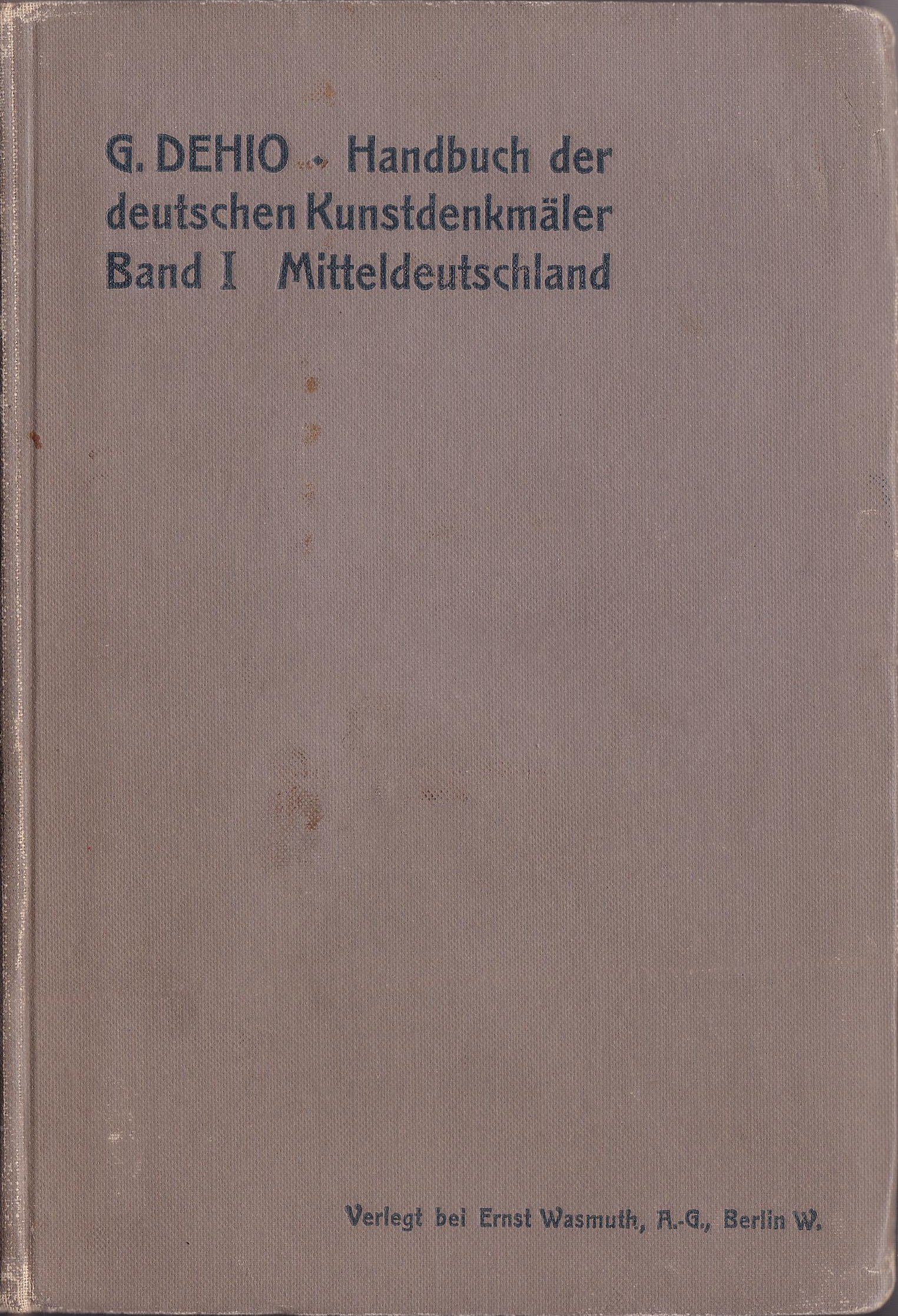
Georg Dehio: Handbuch der deutschen Kunstdenkmäler. Band I. Mitteldeutschland (1905). Ernst Wasmuth, Berlin.

Le Dehio-Handbuch, plus communément appelé “Der Dehio”, est un manuel encyclopédique de monuments artistiques dont on doit la création à l'historien d'art allemand Georg Dehio (1850-1932). C'est un des premiers manuel de recensement de monuments historiques allemands.
En 1900, il rédige une Proposition de manuel des monuments allemands présentée la même année à Dresde à l'occasion d'un colloque intitulé « Tag für Denkmalpflege » (« journée de protection des monuments »). Après un vote positif durant ce colloque, Dehio est chargé de la rédaction d'un manuel des monuments artistiques allemands, financé en partie par des fonds impériaux. La première édition, datant de 1905 à 1912, comportait cinq volumes. Depuis le départ, l'ouvrage était conçue à la fois comme manuel de référence que comme guide de voyage.
Le manuel a connu des développements considérables; il continue à être étendu et maintenu à jour. Il y  maintenant trois séries de manuels:
- Handbuch der Deutschen Kunstdenkmäler (depuis 1905)
- Die Kunstdenkmäler Österreichs (depuis 1933/1953)
- Handbuch der Kunstdenkmäler Polens (depuis 1993).

Une série complémentaire d'albums, avec au total 49 volumes, est paru depuis le milieu des années 1950 sous le nom de série  Deutsche Kunstdenkmäler – ein Bildhandbuch.